# Реактивна артилерія

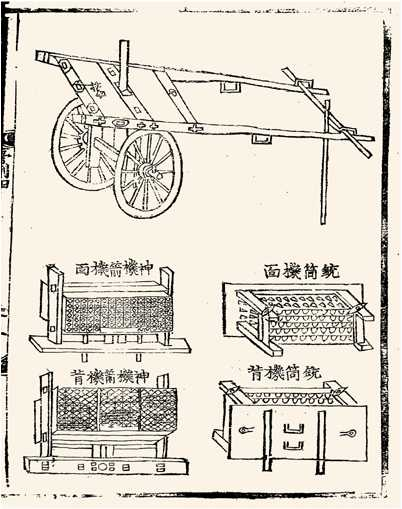
Корейська реактивна установка «Хвачха». 16 століття

Порівняння габаритів еквівалентних за характеристиками гармати «Важкий Густав» (чорні) і тактичного ракетного комплексу «Точка» (червоний)

Порівняння умовного залпу однієї установки БМ-21 «Град» (червона), який еквівалентний залпу цілої батареї з 18 152-мм самохідних гаубиць 2С19 «Мста-С» (чорні)

Реакти́вна артиле́рія  — вид артилерії, різновид ракетної зброї, яка озброєна ракетним устаткуванням замість гармат або мінометів і призначена для вирішення завдань, властивих традиційній ствольній артилерії.
Реактивна артилерія поділяється за типом на реактивні системи залпового вогню (РСЗВ) і тактичні ракети (як балістичні, так і керовані).
Сучасні реактивні установки залпового вогню по ефективності порівнянні з тактичною ядерною зброєю, а тактичні ракети за значимістю деякими експертами приводяться в одному ряду із стратегічними ядерними силами.

## Галерея

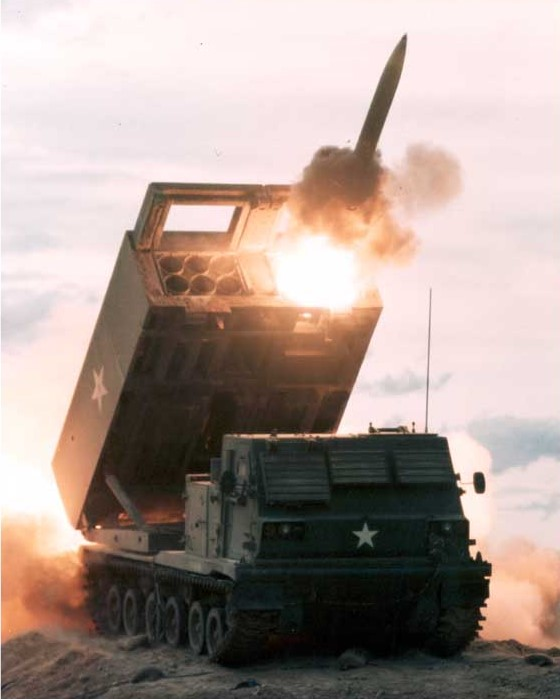
M270 MLRS
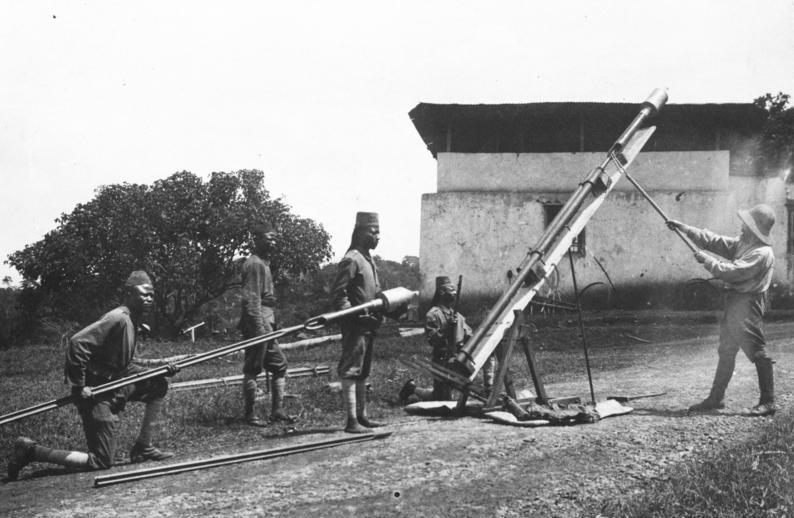
Запуск ракети Конгріва, Східна Африка, 1890
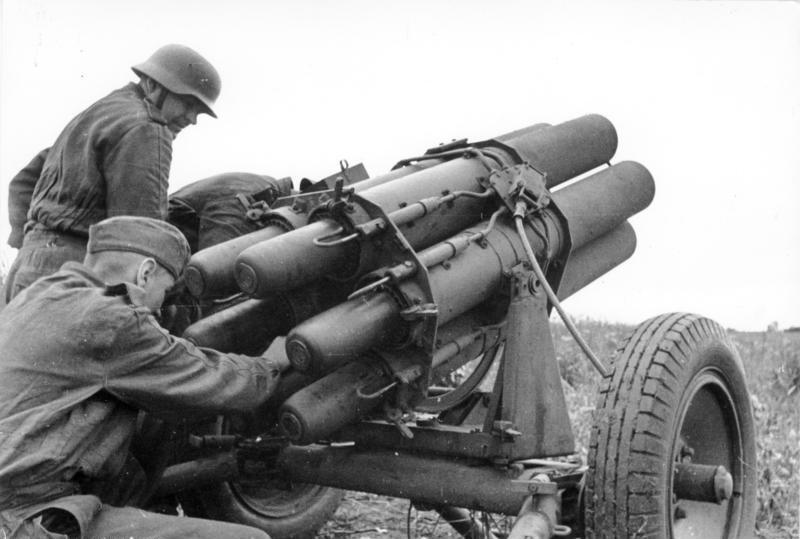
Німецький реактивний міномет Nebelwerfer
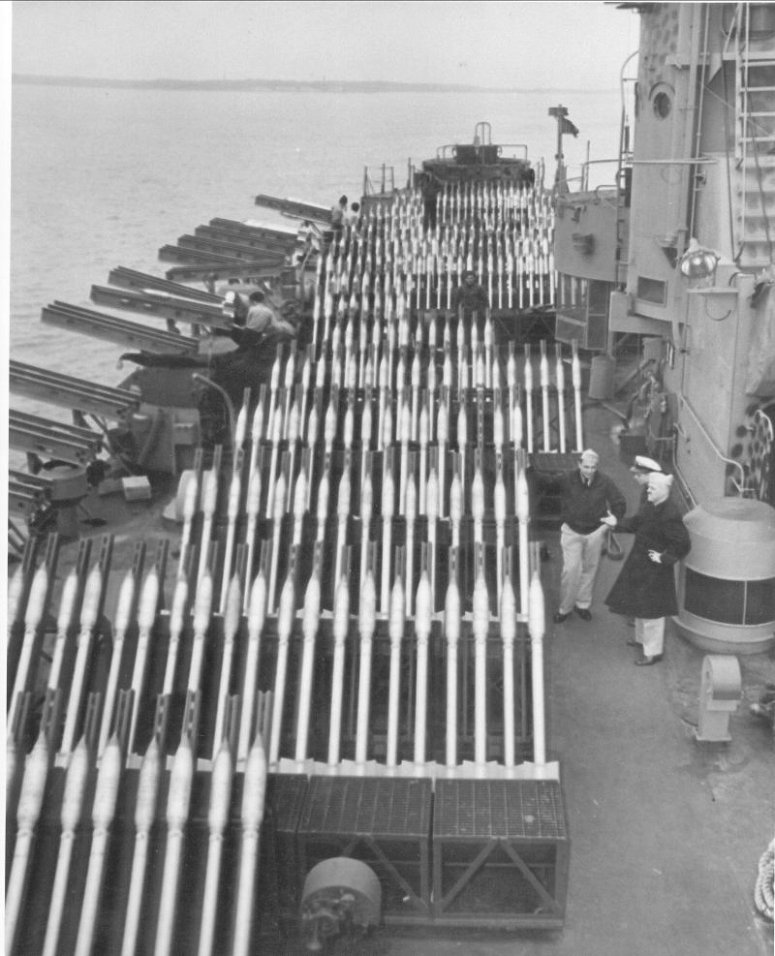
Американські реактивні системи на борту транспортного корабля
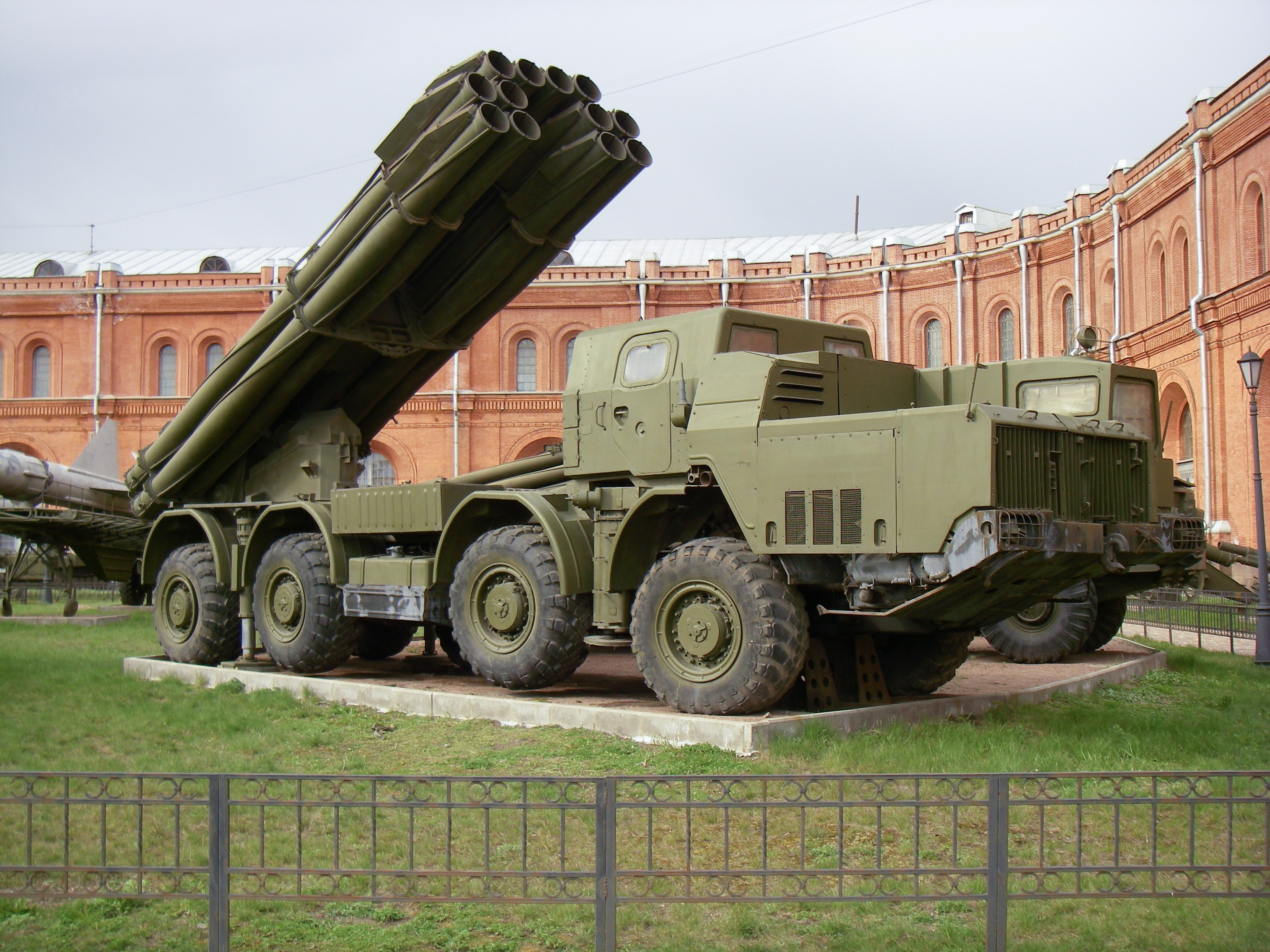
Радянська реактивна система залпового вогню 9К58 «Смерч»
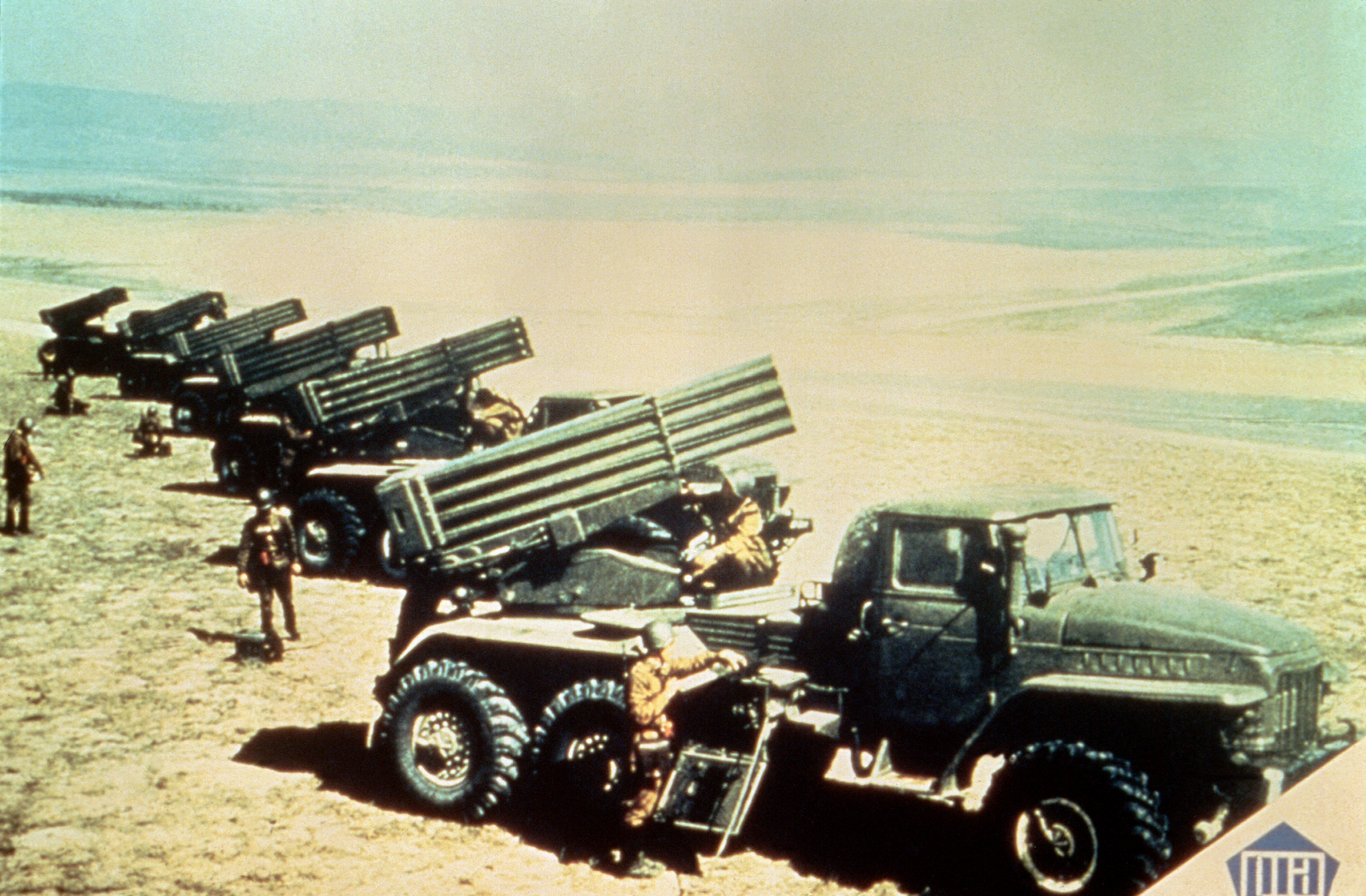
Радянська батарея реактивних систем залпового вогню БМ-21